# Mihail Grebencea
Mihail Grebencea (n. 1897, Mălăiești, Unitățile administrativ-teritoriale din Stînga Nistrului, Republica Moldova – d. 21 iunie 1948, Moscova, RSFS Rusă, URSS) a fost un matematician, profesor universitar remarcabil la Moscova. Este fiul lui Cozma Grebencea din Mălăiești. A absolvit Universitatea din Moscova în anul 1919. A lucrat la Universitatea din Moscova și la Institutul pedagogic orășenesc din Moscova între anii 1933-1948. A decedat la 21 iunie 1948 la Moscova.

## Lucrări publicate
- Aritmetica, 1947
- Teoria numerelor, 1949
- Despre reprezentarea unui polinom ca o sumă de polinoame liniare independente, 1951
- Curs de analiză matematică,  2 vol., în colaborare cu S.I. Novoselov. Apărut postum în 1960-1961, M.